# 1988 TN1
1988 TN1 är en asteroid i huvudbältet som upptäcktes den 13 oktober 1988 av de båda japanska astronomerna Seiji Ueda och Hiroshi Kaneda i Kushiro.
Asteroiden har en diameter på ungefär 6 kilometer och den tillhör asteroidgruppen Eunomia.